# Gersbach
Le Gersbach est un ruisseau français coulant dans le Sundgau (sud de l'Alsace), Haut-Rhin. C'est un affluent de l'Ill en rive droite, donc un sous-affluent du Rhin par l'Ill.

## Hydronymie
Le ruisseau a donné son nom à la commune de Communauté de communes Ill et Gersbach.

## Géographie
La longueur de son cours d'eau est de 6 km, 10 km avec le Willerbach .
Le Gersbach résulte de la confluence des ruisseaux du Muespach et du Willerbach à Muespach à 405 m d'altitude, et se jette dans l'Ill à Waldighofen à une altitude de 350 mètres.
Le Gersbach traverse les villages de Muespach et Steinsoultz.